# بخش جنوب غربی گارو هیلز
بخش جنوب غربی گارو هیلز (به انگلیسی: South West Garo Hills district) یک منطقهٔ مسکونی در هند است که در مگالایا واقع شده‌است. بخش جنوب غربی گارو هیلز ۸۲۲ کیلومتر مربع مساحت و ۱۷۲٬۴۹۵ نفر جمعیت دارد.